# New Zealand Open 2003
Die New Zealand Open 2003 im Badminton fanden vom 5. bis zum 7. September 2003 in Auckland statt.

## Sieger und Platzierte
| Disziplin    | Gold                            | Silber                        | Bronze                           |
| ------------ | ------------------------------- | ----------------------------- | -------------------------------- |
| Herreneinzel | Shoji Sato                      | Hidetaka Yamada               | Jan Fröhlich                     |
| Herreneinzel | Shoji Sato                      | Hidetaka Yamada               | Arturo Ruiz López                |
| Dameneinzel  | Lenny Permana                   | Rebecca Gordon                | Xu Li                            |
| Dameneinzel  | Lenny Permana                   | Rebecca Gordon                | Bing Huang                       |
| Herrendoppel | Ashley Brehaut Travis Denney    | Yuichi Ikeda Shoji Sato       | Jochen Cassel Joachim Tesche     |
| Herrendoppel | Ashley Brehaut Travis Denney    | Yuichi Ikeda Shoji Sato       | Geoffrey Bellingham Craig Cooper |
| Damendoppel  | Nicole Gordon Rebecca Gordon    | Rachel Hindley Lianne Shirley | Gabriel Shirley Janet Tam        |
| Damendoppel  | Nicole Gordon Rebecca Gordon    | Rachel Hindley Lianne Shirley | Karen Tam Xu Li                  |
| Mixed        | Travis Denney Kate Wilson-Smith | Donal O’Halloran Bing Huang   | Craig Cooper Nicole Gordon       |
| Mixed        | Travis Denney Kate Wilson-Smith | Donal O’Halloran Bing Huang   | Chris Dednam Antoinette Uys      |